# Поданчук Василь Денисович
Поданчук Василь Денисович (1902 року — 1970 року) — український економіко-географ, кандидат педагогічних наук, доцент Київського національного університету імені Тараса Шевченка.

## Біографія
Народився 1902 року в селі Копистирин Могилівського повіту Подільської губернії. У 1917 році секретар комсомольської організації Шаргородського району Вінницької області. Закінчив 1932 року Київський інститут народної освіти, у 1937 році аспірантуру Київського університету. У 1932—1934 роках секретар РК ВКП(б), вчитель середньої школи. У 1937—1941 роках — декан географічного факультету Київського державного педагогічного інституту імені М. Горького. Учасник Великої Вітчизняної війни (1941—1945). З 1947 року при Київському університеті: у 1947—1954 роках декан географічного факультету, у 1948—1961 роках завідувач відділом економічної географії науково-дослідного інституту географії університету, з 1955 року доцент, виконувач обов'язки професора кафедри економічної географії. Фахівець у галузі методики викладання економічної географії.

## Наукові праці
Основні наукові праці:
1. Методика викладання економічної географії СРСР в середній школі. — К., 1959.
2. Нариси з методики викладання економічної географії СРСР в середній школі. — К., 1964.